# Polymixis viridula
Polymixis viridula là một loài bướm đêm trong họ Noctuidae.